# Miejski obłęd
Miejski obłęd (ang. Mad City) – amerykański dreszczowiec z 1997 roku w reżyserii Costy-Gavrasa. Zdjęcia kręcono w Los Angeles, San Jose i w Nowym Jorku.

## Fabuła
Znany amerykański reporter telewizyjny Max Brackett zostaje zdegradowany do funkcji reportera w prowincjonalnej stacji w niewielkiej miejscowości w Kalifornii. Rozgoryczony decyzją przełożonych poszukuje dobrego materiału na reportaż, aby powrócić do dawnej sławy. Przypadkiem staje się świadkiem desperackiego czynu Sama Baily'ego - pracownika ochrony w muzeum, który niespodziewanie po kilku latach zostaje zwolniony. Zrozpaczony Baily próbuje odzyskać posadę, grożąc bronią swojej pracodawczyni. Barykaduje się w muzeum, trzymając jako zakładników dyrektorkę oraz dzieci zwiedzające wystawę. Reporter chce wykorzystać sytuację i zrobić reportaż. 

## Obsada
- Dustin Hoffman - Max Brackett
- John Travolta - Sam Baily
- Mia Kirshner - Laurie Callahan
- Alan Alda - Kevin Hollander
- Blythe Danner - Pani Banks
- Robert Prosky - Lou Potts
- Ted Levine - Szef Alvin Lemke

## Przyjęcie filmu
Film w amerykańskich kinach zarobił ponad 10,5 mln USD (4,6 mln podczas pierwszego weekendu wyświetlania). Na stronie internetowej Rotten Tomatoes krytycy (27 recenzji) dali mu 37% aprobaty, a na Metacritic.com filmowi (bazując na 23 recenzjach) wystawiono ocenę 45/100. Internauci cenią film nieco bardziej, oceniając go na 6,1/10 (12066 użytkowników) w serwisie Imdb.com i 7,0 (1748 użytkowników) na polskim serwisie filmowym Filmweb.pl.